# سمير سلامة
سمير سلامة (بالفرنسية: Samir Salameh)‏ (16 أغسطس 1944 - 16 أغسطس 2018) هو رسام وفنان تشكيلي فلسطيني فرنسي، لعب دورًا هامًا في تأسيس قسم الفنون التشكيلية والإعلام الموحد في منظمة التحرير الفلسطينية.

## حياته
وُلدَ سمير سلامة في مدينة صفد بتاريخ 16 أغسطس 1944، وعلى أثر النكبة اضطر إلى الانتقال برفقةِ أسرتهِ نحو بلدة مجد الكروم في الجليل ومنها إلى قرية بنت جبيل في لبنان، حيث بحث والده عن معارفه الذين كان يعمل معهم في نقش الحجر. مكث سمير معهم فترةً قصيرة لكنه تابع مشواره إلى بيروت ثم دمشق وأخيرًا استقر في دير للطائفة المسيحية في درعا.
بدأ سمير الرسم مبكرًا، ونالَ التشجيع من مُدرس الفن، وكان للفنان السوري أدهم إسماعيل فضلًا في تسيير سمير في مجال فنون الرسم، كما أسهم في اختياره كلية الفنون الجميلة في جامعة دمشق.
أنهى سمير دراسته الجامعية عام 1972 ثم انتقل إلى بيروت حيث التحق بدائرة الإعلام الموحد التابعة لمنظمة التحرير الفلسطينية، وأسهم طوال ثلاث سنوات في صياغة البوستر السياسي استجابة لمتطلبات المرحلة، كما شارك في حينه في معارض جماعية في بيروت وكذلك في معارض عالمية عديدة باسم فلسطين، وعلاوةً على ذلك فقد أسس قسم الفنون التشكيلية في دائرة الإعلام الموحد، وأسهم في نشاطات الإطار النقابي للفنانين التشكيليين الفلسطينيين برئاسة إسماعيل شموط الذي أصبح الأمين العام الأول لاتحاد الفنانين التشكيليين العرب.
في عام 1975 غادرَ سمير إلى باريس لمتابعة دراسته العليا في كلية الفنون الجميلة المقابلة لمتحف اللوفر، وحين تسلم بطاقة إقامته اكتشف على أوراقها أن مكان ولادته صفد كُتب بأنه مدينة في إسرائيل، فاعترض على ذلك حتى تسلم بطاقة جديدة استبدلت فيها إسرائيل ولكن عُرفت جنسيته «غير محدد»، إلا أن سمير لم يستسلم وخاض بعد ذلك بسنوات حربًا لاعتماد صفد/فلسطين كمكان ولادته في جواز سفره الفرنسي وكان له ذلك في سابقة مهمة نجح في تحقيقها.
بعد أن أنهى سميرٌ تعليمه واستقر في فرنسا، تسلم وظيفةً لمدة ثلاث سنوات في مجال التصميم والجرافيك في قسم المطبوعات العربية في مقر اليونيسكو، ثم عمل مدرسًا لمدة ثلاث سنوات في برنامج الرسم المفتوح في جامعة غوسيو في باريس، كما ساهم في تشكيل مجموعة «فنانون من أجل فلسطين».
شارك سمير في عددٍ من المعارض الفنية الخارجية في المغرب ومصر والأردن وغيرها، كما شاركَ أيضًا في المعارض الداخلية في المدن الفرنسية.
أقام سمير معرضًا دوليًا من أجل فلسطين في بيروت بإشراف التشكيلية منى السعودي، ثم انتقل إلى طوكيو في اليابان قبل أن يعود إلى بيروت وتتعرض لوحاته للتدمير بفعل قصف الطيران الحربي أثناء الغزو الإسرائيلي للبنان في حزيران 1982.
وصل سمير إلى فلسطين في بداية عام 1996 وعاد إلى صفد للمرة الأولى لكنه فشل في العثور على بيته. تسلم في رام الله قرارًا رئاسيًا بتعيينه مستشارًا في وزارة الثقافة، فعمل لمدة عامين في التصميمات الفنية لمستشفى خانيونس التابع لجمعية الهلال الأحمر قبل أن يعود إلى رام الله للإشراف على دائرة الفنون وصالة الحلاج وبعض المعارض، وانتُدِبَ فيما بعد للمتابعة الفنية في مقر جمعية الهلال الأحمر في البيرة الذي كان في طور البناء، وظل في وظيفته برتبة مدير عام حتى التقاعد عام 2004. في عام 2005، أقام سمير معرضه الأول في فلسطين.
منحهُ الرئيس الفلسطيني محمود عباس، وسام الثقافة والعلوم والفنون الفلسطيني (مستوى التألق)، تقديرًا لسيرته ومسيرته الثقافية والفنية، ودوره في تأسيس قسم الفنون التشكيلية والإعلام الموحد في منظمة التحرير.

## وفاته
تُوفي سمير سلامة بتاريخ 16 أغسطس 2018 في باريس، عن عمرٍ ناهزَ 74 سنة.